# Tephrosia subtriflora
Tephrosia subtriflora är en ärtväxtart som beskrevs av John Gilbert Baker. Tephrosia subtriflora ingår i släktet Tephrosia och familjen ärtväxter. Inga underarter finns listade i Catalogue of Life.